# Население Таллина
Та́ллин является самой многочисленной и густонаселённой населённым пунктом Эстонии и одним из немногих муниципалитетов страны, в котором, по состоянию на 2024 год, в целом сохранялась тенденция роста численности населения. В последние годы это было обусловлено исключительно влиянием внутренней и внешней миграций (естественный прирост населения с 2020 года отрицательный). Столица имеет более молодую возрастную структуру населения по сравнению с остальными регионами республики. По данным Регистра народонаселения, на 1 января 2025 года численность населения Таллина составила 461 609 человек, плотность населения — 2895,7 чел/км²; по данным Департамента статистики Эстонии — соответственно 456 518 и 2863,8 чел/км². Согласно опубликованному 20 июня 2019 года Департаментом статистики прогнозу по т. н. основному сценарию (основанному на имеющихся на тот момент тенденциях), 1 января 2045 года в Таллине будет насчитываться 486 578 жителей.
В 1950—2024 годах в Таллине проживало от 23,5 % до 33,3 % всего населения Эстонии. По данным Регистра народонаселения, на 1 мая 2025 года в Таллине проживали 461 094 человека.

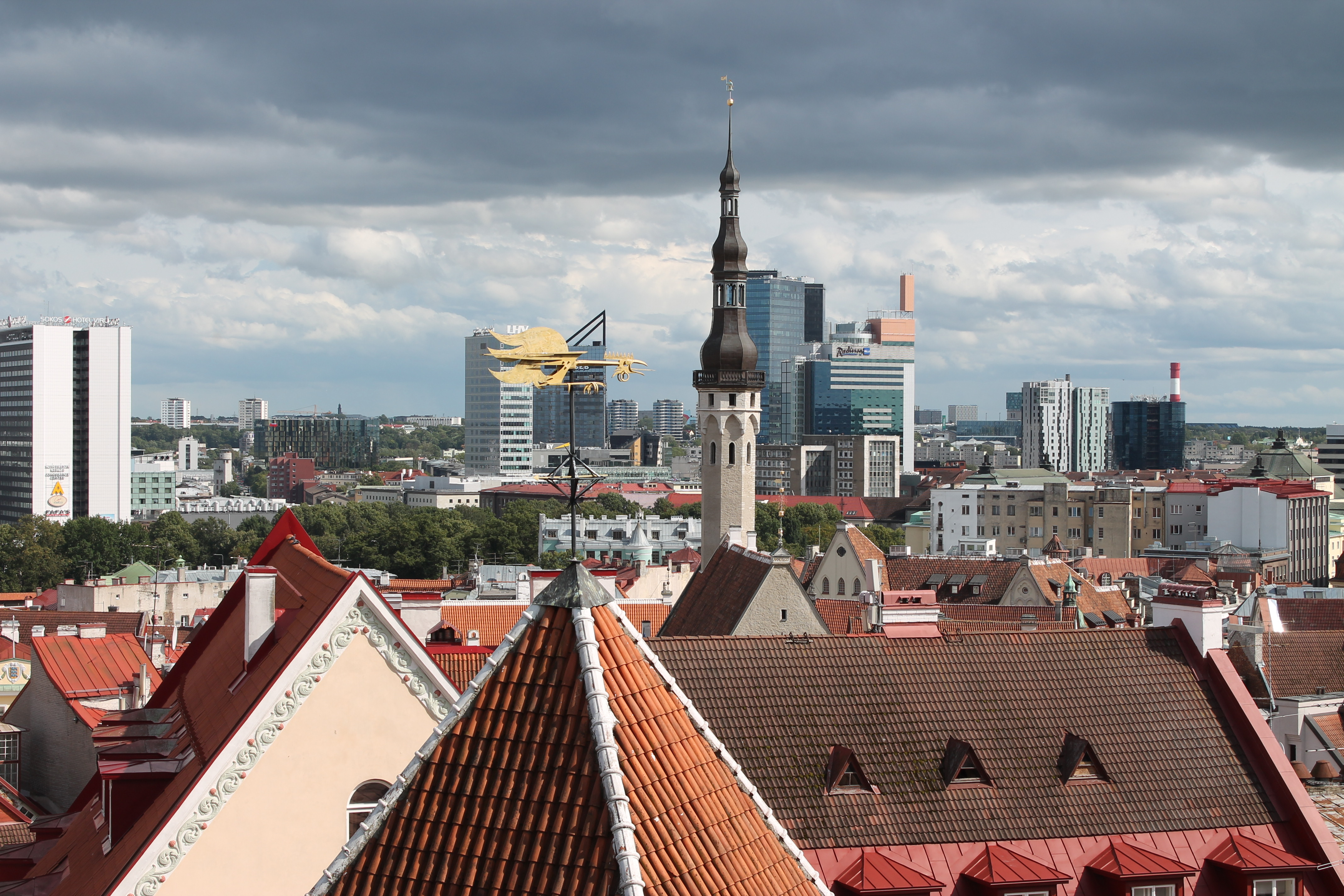
Панорама центра Таллина, 2019 год

## История
Первая перепись населения в Таллине (Ревеле) была проведена в 1871 году — число жителей города составило 31,3 тыс. человек. В 1938 году население города составляло 146,4 тыс. человек, в 1939 году — 145 тыс. чел., в 1941 году — 176 тыс. чел.
Население города в 1811—1840 годах увеличивалось в среднем на 1,1 %, в 1840—1871 гг. — на 0,9 %, в 1871—1881 гг. — на 5,7 %, в 1881—1897 гг. — на 1,8 % в год. В XX веке прирост населения также был неодинаков: в 1897—1914 гг. — 2,4 %, в 1922—1934 гг. — 1,1 %, в 1959—1970 гг. — 2,3 %.
В ходе Второй мировой войны город оказался в прифронтовой зоне и подвергался бомбардировкам люфтваффе и советской авиации и артиллерийско-миномётным обстрелам. После оборонительных боёв, с 28 августа 1941 года до 22 сентября 1944 года город был оккупирован немецкими войсками. За период оккупации население города сократилось на 47 %.
После освобождения города началось его восстановление, население Таллина начало увеличиваться, и в 1956 году численность жителей составила 267 тыс. чел., а в 1959 году — 279,9 тыс. чел. В 1970 году численность фактического населения Таллина на всей территории горсовета составляла 369 583 чел., постоянного населения — 369 388 чел.. 
22 декабря 1987 года численность населения Таллина достигла 500 тысяч человек. Полумиллионным жителем города стала новорожденная девочка Рийн Ыйспуу (Riin Õispuu), получившая бронзовую памятную медаль и подарки от городских властей. С этого года и вплоть до последнего времени число жителей города полумиллионной цифры не достигало.
| Численность населения Таллина в административных границах соответствующих лет по данным переписей населения, чел. | Численность населения Таллина в административных границах соответствующих лет по данным переписей населения, чел. | Численность населения Таллина в административных границах соответствующих лет по данным переписей населения, чел. | Численность населения Таллина в административных границах соответствующих лет по данным переписей населения, чел. | Численность населения Таллина в административных границах соответствующих лет по данным переписей населения, чел. | Численность населения Таллина в административных границах соответствующих лет по данным переписей населения, чел. | Численность населения Таллина в административных границах соответствующих лет по данным переписей населения, чел. | Численность населения Таллина в административных границах соответствующих лет по данным переписей населения, чел. | Численность населения Таллина в административных границах соответствующих лет по данным переписей населения, чел. | Численность населения Таллина в административных границах соответствующих лет по данным переписей населения, чел. | Численность населения Таллина в административных границах соответствующих лет по данным переписей населения, чел. | Численность населения Таллина в административных границах соответствующих лет по данным переписей населения, чел. |
| 1871 | 1881 | 1897 | 1922 | 1934 | 1959 | 1970 | 1979 | 1989 | 2000 | 2011 | 2021 |
| --- | --- | --- | --- | --- | --- | --- | --- | --- | --- | --- | --- |
| 31 300 | ↗50 500 | ↗64 600 | ↗122 400 | ↗137 800 | ↗281 714 | ↗362 706 | ↗442 960 | ↗478 974 | ↘400 378 | ↘393 222 | ↗437 817 |

Удельный вес населения Таллина в общей численности населения Эстонии составлял в 1922 году 11,7 %, в 1979 году — 29,3 %, в 2021 году — 32,87 %, в 2025 году — 33,3 %.
В 1881 году доля лиц в возрасте до 20 лет в общей численности населения города составляла 35,3 %, в возрасте 60 лет и старше — 6,9 %; по состоянию на 1 января 2025 года соответственно  20,1 % и 24,6 %.
По данным Департамента статистики Эстонии, на 1 января 2024 года из 457 572 жителя города эстонцев насчитывалось (237 832 чел. (52,0 %), русских — (139 835 чел. (30,1 %), на 1 января 2025 года из 456 518 жителей соответственно — 240 084 (52,6 %) и 134 610 (29,5 %).

### Данные переписи населения Эстонии 2021 года
По данным переписи населения Эстонии 2021 года, в Таллине проживали 437 817 человек или 32,9 % всего населения страны, из них 233 520 чел. (53,3 %) — эстонцы, 149 883 чел. (34,2 %) — русские (47,5 % всех русских Эстонии), 15 450 чел. (3,5 %) — украинцы, 6154 чел. (1,4 %) — белорусы, 3431 чел. (0,8 %) — финны, 1500 чел. (0,3 %) — латыши, 1405 чел. (0,3 %) — евреи, 1219 чел. (0,3 %) — немцы, 1092 чел. (0,3 %) — литовцы, 1043 чел. (0,2 %) — армяне, 1033 чел. (0,2 %) — татары, 940 чел. (0,2 %) — поляки, 16 830 чел. (3,8 %) — лица других национальностей, 4317 чел. (1,0 %) — лица неустановленной национальности.
Удельный вес граждан Эстонии составил 77,4 % (338 214 чел.), граждан других стран — 7,8 % (34 008 чел.), лиц без гражданства — 7,5 % (32 608 чел. или 49,0 % всех апатридов Эстонии), граждан России — 7,4 % (32 570 чел. или 39,9 % всех граждан России, проживающих в Эстонии), лиц с неустановленным гражданством — 0,1 % (417 чел.).
Доля жителей города в возрасте до 14 лет (включительно) составила 15,9 % (69 440 чел.), в возрасте 65 лет и старше — 19,0 % (83 047 чел.).

## Численность населения
| Численность постоянного населения Таллина в 1372—1956 годах, чел. | Численность постоянного населения Таллина в 1372—1956 годах, чел. | Численность постоянного населения Таллина в 1372—1956 годах, чел. | Численность постоянного населения Таллина в 1372—1956 годах, чел. | Численность постоянного населения Таллина в 1372—1956 годах, чел. | Численность постоянного населения Таллина в 1372—1956 годах, чел. | Численность постоянного населения Таллина в 1372—1956 годах, чел. | Численность постоянного населения Таллина в 1372—1956 годах, чел. | Численность постоянного населения Таллина в 1372—1956 годах, чел. | Численность постоянного населения Таллина в 1372—1956 годах, чел. | Численность постоянного населения Таллина в 1372—1956 годах, чел. | Численность постоянного населения Таллина в 1372—1956 годах, чел. | Численность постоянного населения Таллина в 1372—1956 годах, чел. |
| 1360                                                              | 1372                                                              | 1708                                                              | 1710                                                              | 1764                                                              | 1772                                                              | 1782                                                              | 1816                                                              | 1820                                                              | 1834                                                              | 1871                                                              | 1881                                                              | 1897                                                              |
| ----------------------------------------------------------------- | ----------------------------------------------------------------- | ----------------------------------------------------------------- | ----------------------------------------------------------------- | ----------------------------------------------------------------- | ----------------------------------------------------------------- | ----------------------------------------------------------------- | ----------------------------------------------------------------- | ----------------------------------------------------------------- | ----------------------------------------------------------------- | ----------------------------------------------------------------- | ----------------------------------------------------------------- | ----------------------------------------------------------------- |
| 900                                                               | ↗3250                                                             | ↗9800                                                             | ↘2000                                                             | ↗6500                                                             | ↗6954                                                             | ↗10 700                                                           | ↗12 000                                                           | ↗12 902                                                           | ↗15 300                                                           | ↗29 162                                                           | ↗45 880                                                           | ↗58 810                                                           |
| 1910                                                              | 1912                                                              | 1915                                                              | 1917                                                              | 1919                                                              | 1922                                                              | 1934                                                              | 1939                                                              | 1945                                                              | 1946                                                              | 1950                                                              | 1951                                                              | 1956                                                              |
| ↗91 500                                                           | ↗104 500                                                          | ↗133 900                                                          | ↗159 200                                                          | ↘102 900                                                          | ↗128 500                                                          | ↗138 800                                                          | ↗145 000                                                          | ↘127 100                                                          | ↗167 900                                                          | ↗189 700                                                          | ↗222 300                                                          | ↗267 000                                                          |

| Год                   | 1959    | 1970    | 1979    | 1989    |
| --------------------- | ------- | ------- | ------- | ------- |
| Постоянное население  | 279 853 | 369 388 | 441 800 | 499 421 |
| Фактическое население | 281 714 | 369 583 | 442 960 | 502 501 |

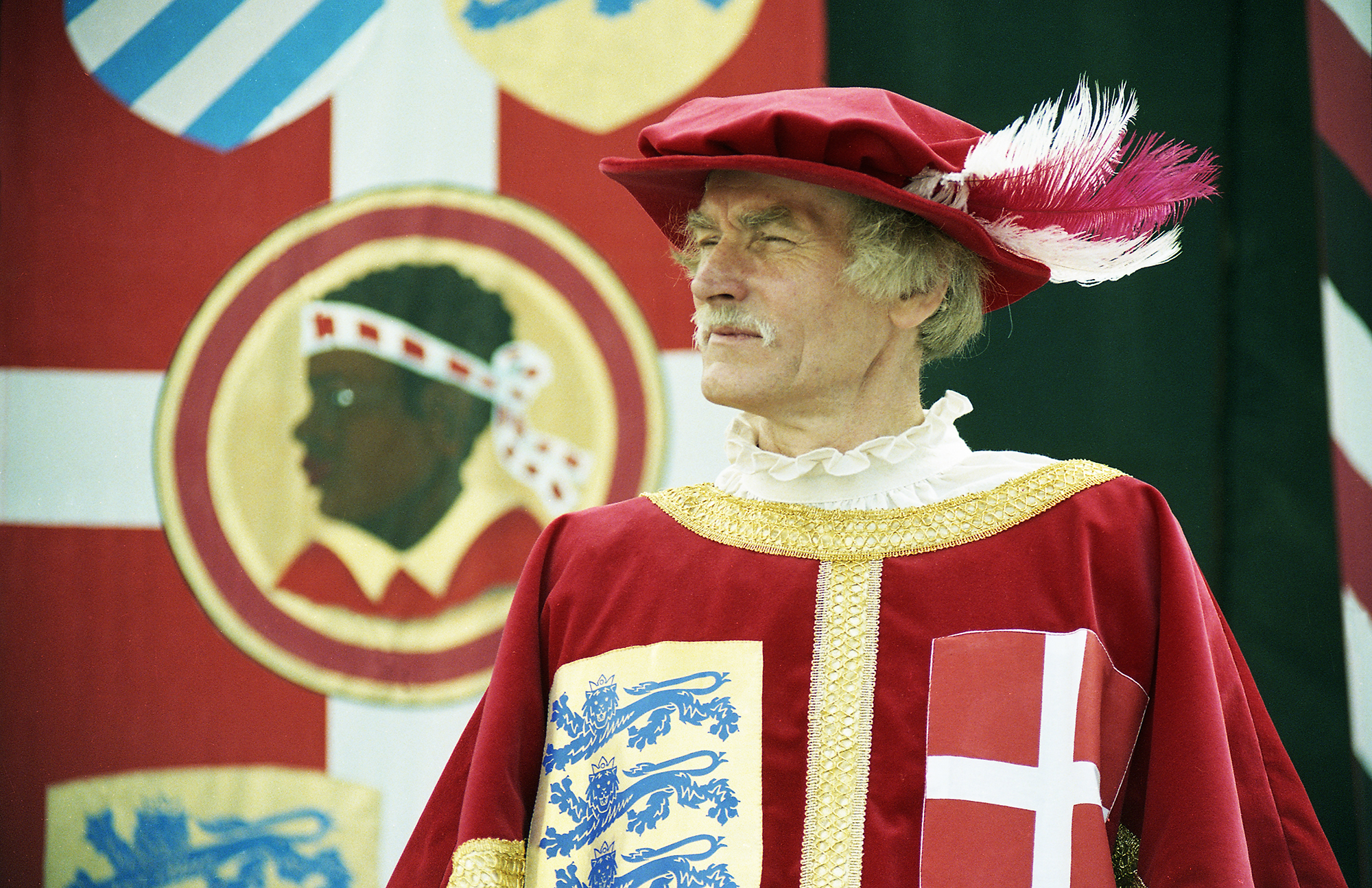
Юри Куускемаа в историческом костюме. Дни Старого города-1999

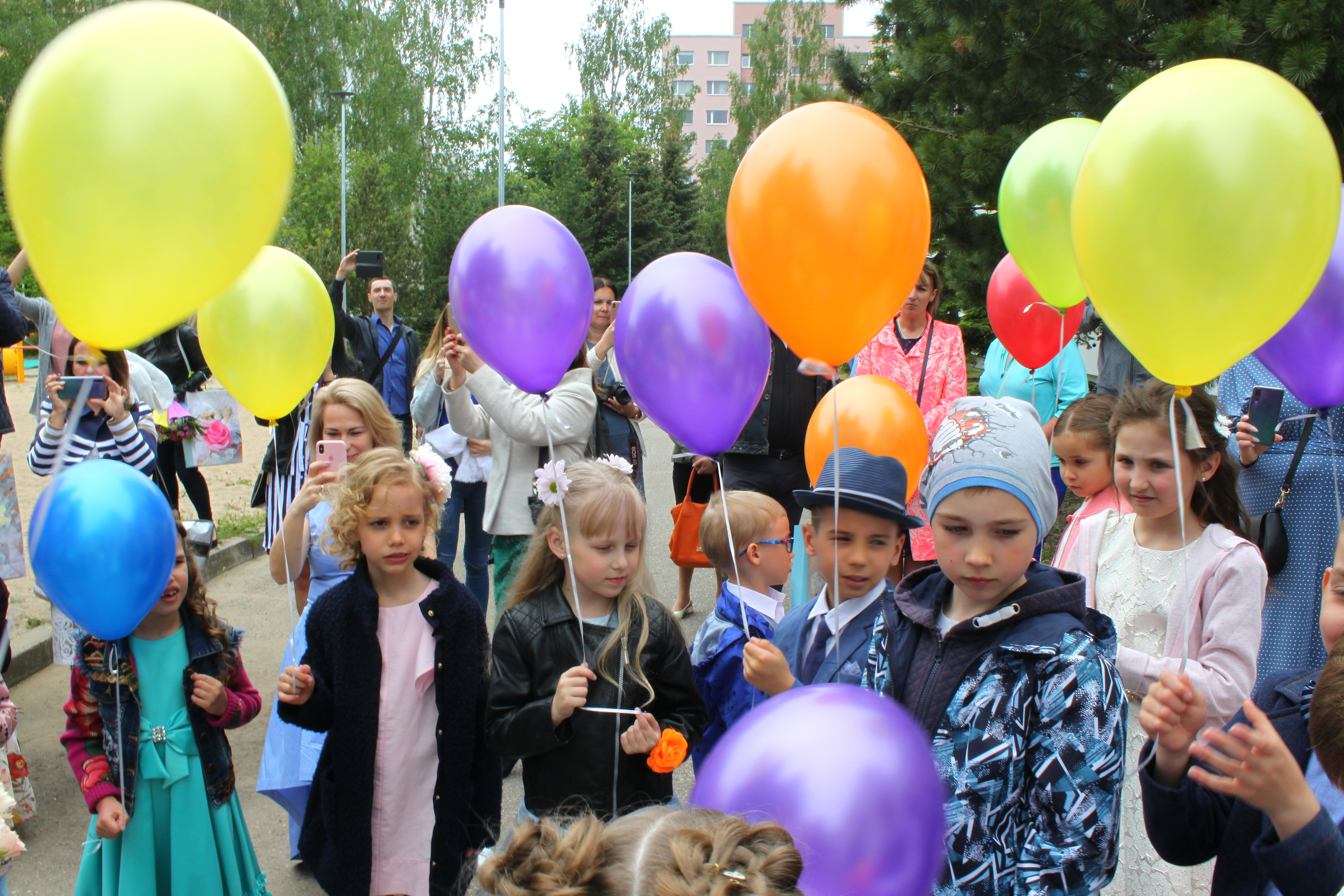
Выпускной в детском саду Мустакиви, Ласнамяэ. 2019 год

Численность населения Таллина в 2000—2025 годах по состоянию на 1 января:

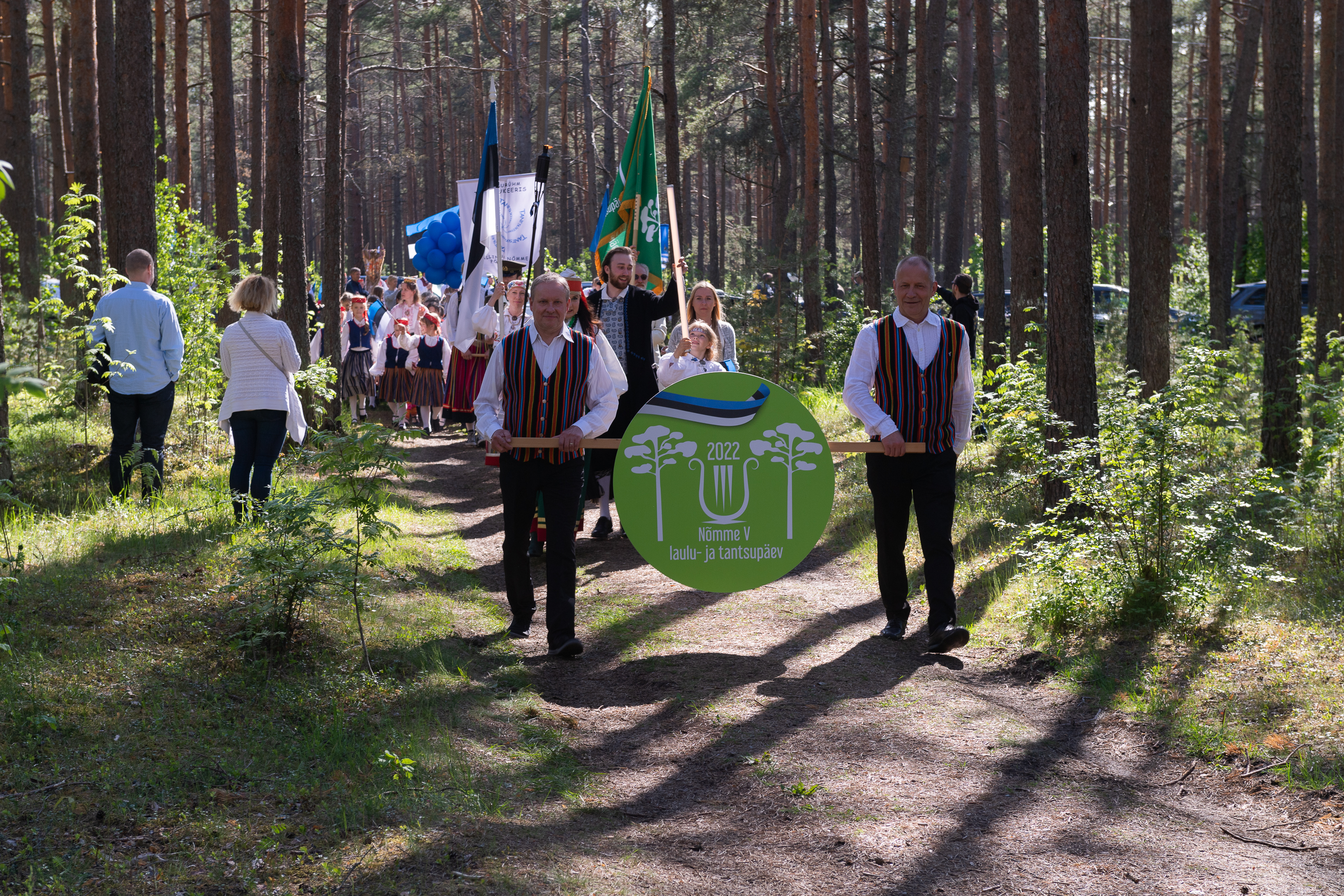
Шествие в честь V Ныммеского праздника песни и танца, 4 июня 2022 года

| по данным Департамента статистики Эстонии, чел. | по данным Департамента статистики Эстонии, чел. | по данным Департамента статистики Эстонии, чел. | по данным Департамента статистики Эстонии, чел. | по данным Департамента статистики Эстонии, чел. | по данным Департамента статистики Эстонии, чел. | по данным Департамента статистики Эстонии, чел. | по данным Департамента статистики Эстонии, чел. | по данным Департамента статистики Эстонии, чел. |
| 2000                                            | 2001                                            | 2002                                            | 2003                                            | 2004                                            | 2005                                            | 2006                                            | 2007                                            | 2008                                            |
| ----------------------------------------------- | ----------------------------------------------- | ----------------------------------------------- | ----------------------------------------------- | ----------------------------------------------- | ----------------------------------------------- | ----------------------------------------------- | ----------------------------------------------- | ----------------------------------------------- |
| 402 390                                         | ↘400 090                                        | ↘396 490                                        | ↘395 050                                        | ↗398 310                                        | ↗400 500                                        | ↘398 380                                        | ↘396 770                                        | ↗396 800                                        |
| 2009                                            | 2010                                            | 2011                                            | 2012                                            | 2013                                            | 2014                                            | 2015                                            | 2016                                            | 2017                                            |
| ↗397 400                                        | ↗398 500                                        | ↗401 120                                        | ↗403 862                                        | ↗406 059                                        | ↗411 063                                        | ↗413 782                                        | ↗423 420                                        | ↗426 538                                        |
| 2018                                            | 2019                                            | 2020                                            | 2021                                            | 2022                                            | 2023                                            | 2024                                            | 2025                                            |                                                 |
| ↗430 805                                        | ↗434 562                                        | ↗437 619                                        | ↗438 341                                        | ↘437 811                                        | ↗453 864                                        | ↗457 572                                        | ↘456 518                                        |                                                 |

| по данным Регистра народонаселения Министерства внутренних дел Эстонии, чел. | по данным Регистра народонаселения Министерства внутренних дел Эстонии, чел. | по данным Регистра народонаселения Министерства внутренних дел Эстонии, чел. | по данным Регистра народонаселения Министерства внутренних дел Эстонии, чел. | по данным Регистра народонаселения Министерства внутренних дел Эстонии, чел. | по данным Регистра народонаселения Министерства внутренних дел Эстонии, чел. | по данным Регистра народонаселения Министерства внутренних дел Эстонии, чел. | по данным Регистра народонаселения Министерства внутренних дел Эстонии, чел. |
| 2003                                                                         | 2004                                                                         | 2005                                                                         | 2006                                                                         | 2007                                                                         | 2008                                                                         | 2009                                                                         | 2010                                                                         |
| ---------------------------------------------------------------------------- | ---------------------------------------------------------------------------- | ---------------------------------------------------------------------------- | ---------------------------------------------------------------------------- | ---------------------------------------------------------------------------- | ---------------------------------------------------------------------------- | ---------------------------------------------------------------------------- | ---------------------------------------------------------------------------- |
| 397 150                                                                      | ↘392 306                                                                     | ↗401 502                                                                     | ↗403 505                                                                     | ↘399 097                                                                     | ↗401 380                                                                     | ↗404 011                                                                     | ↗406 708                                                                     |
| 2011                                                                         | 2012                                                                         | 2013                                                                         | 2014                                                                         | 2015                                                                         | 2016                                                                         | 2017                                                                         | 2018                                                                         |
| ↗411 980                                                                     | ↗416 144                                                                     | ↗419 830                                                                     | ↗429 899                                                                     | ↗434 426                                                                     | ↗439 517                                                                     | ↗443 623                                                                     | ↗448 764                                                                     |
| 2019                                                                         | 2020                                                                         | 2021                                                                         | 2022                                                                         | 2023                                                                         | 2024                                                                         | 2025                                                                         |                                                                              |
| ↗453 033                                                                     | ↘443 926                                                                     | ↗445 678                                                                     | ↘445 002                                                                     | ↗458 398                                                                     | ↗461 371                                                                     | ↗461 609                                                                     |                                                                              |

| Район         | 1.01.2003 | 1.01.2013 | 1.01.2023 | 1.01.2025 |
| ------------- | --------- | --------- | --------- | --------- |
| Кесклинн      | 42 196    | ↗ 52 820  | ↗ 69 075  | ↘ 68 496  |
| Кристийне     | 28 623    | ↗ 30 274  | ↗ 33 742  | ↗ 34 166  |
| Ласнамяэ      | 109 516   | ↗ 116 490 | ↗ 119 092 | ↗ 119 097 |
| Мустамяэ      | 62 993    | ↗ 64 425  | ↗ 68 130  | ↗ 68 815  |
| Нымме         | 35 925    | ↗ 39 049  | ↘ 37 501  | ↘ 37 319  |
| Пирита        | 9384      | ↗ 17 019  | ↗ 19 598  | ↗ 19 790  |
| Пыхья-Таллинн | 53 696    | ↗ 56 914  | ↗ 61 854  | ↗ 62 404  |
| Хааберсти     | 35 557    | ↗ 42 839  | ↗ 49 406  | ↗ 51 522  |
| ВСЕГО         | 377 890   | ↗ 425 249 | ↗ 458 398 | ↗ 461 609 |

## Возрастной и половой состав
В 1881 году доля лиц в возрасте до 20 лет составляла 35,5 % от всего населения города, в возрасте 60 лет и старше — 6,9 %; в 1934 году — соответственно 26,8 % и 11,2 %; в 1959 году — 27,6 % и 12,1 %; в 1970 году — 27,1 % и 14,0 %. В 1970 году самую многочисленную возрастную группу составляли 30–39-летние (17,6 %), затем следовали 20–29-летние (17,0 %); возрастная группа до 9 лет занимала пятое место (13,2 %). В то время считалось, что причиной такой инверсии возрастного состава явился большой удельный вес приезжих, однако и более чем 50 лет спустя, в 2022 году, самой многочисленной возрастной группой города также были 30–39-летние люди (17,5 %), доля возрастной группы до 9 лет (включительно) равнялась 10,0 %.
Столица Эстонии характеризуется повышенной долей женщин в населении, особенно старшего возраста. На 15 января 1970 года в Таллине было 362 706 жителей, в том числе 165 119 мужчин (45,5 %) и 197 587 женщин (54,5 %). По данным переписи 2011 года доля мужчин в общей численности населения Таллина составляла 45,0 %. В том же году из числа лиц в возрасте 65 лет и старше женщины составляли 67,7 %, однако, в возрастной группе 30–39 лет мужчины и женщины составляли практически одинаковое число — соответственно 38 532 (15,9 %) и 39 161 (16,2 %). Преобладание женщин в Таллине начинается с возраста 39 лет, и такое явление наблюдается ещё с первой переписи 1871 года.

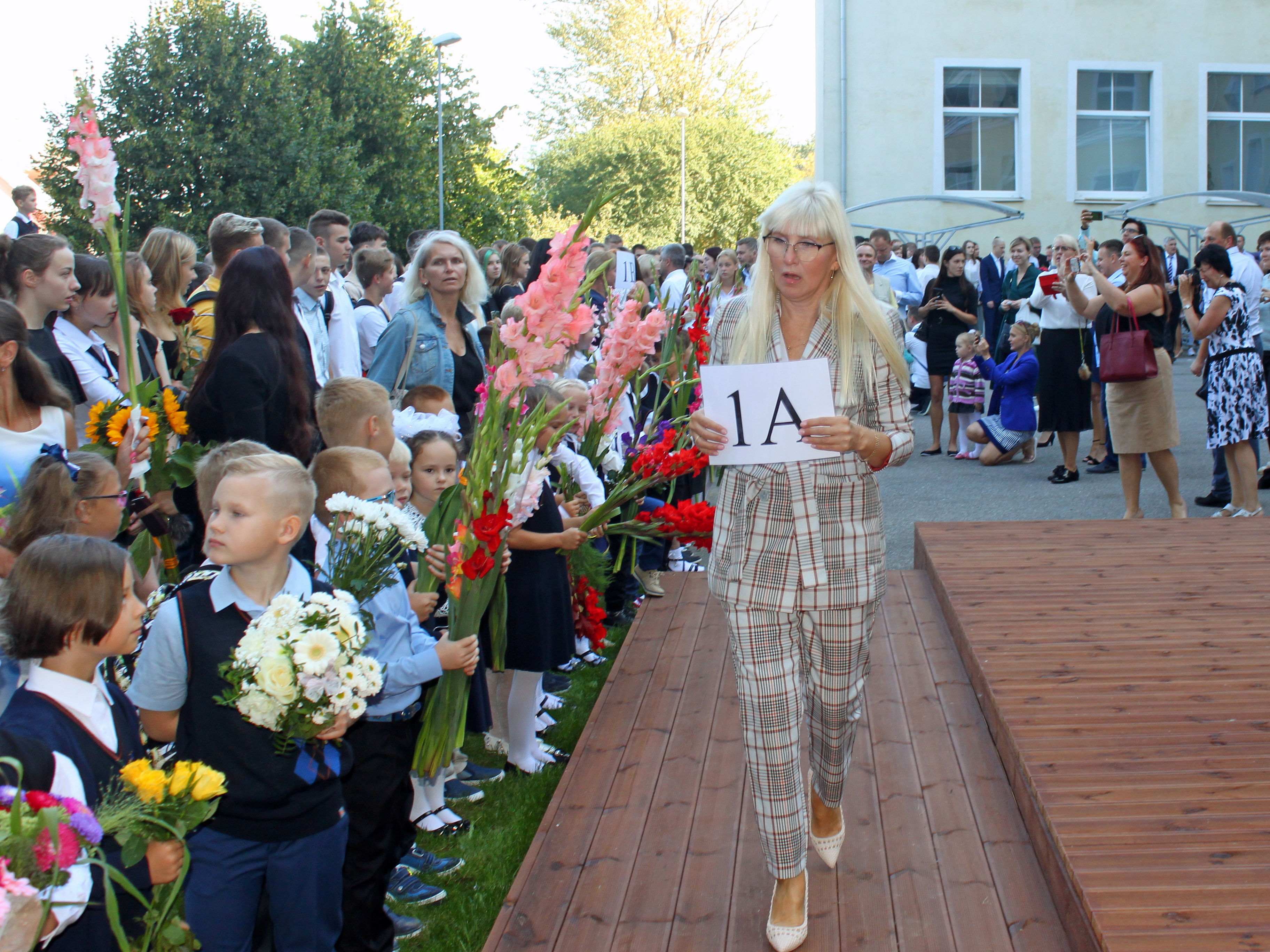
День знаний в таллинской гимназии Паэ

По данным Регистра народонаселения, на 1 января 2021 года в Таллине проживали 202 913 мужчин (45,5 %) и 242 765 женщин (54,5 %), при этом из числа лиц в возрасте 65 лет и старше (83 108 чел. или 18,6 % населения города) женщины составляли 66,6 %. Те же процентные данные по состоянию на 1 января 2024 года составили соответственно: 45,4 %; 54,6 %; 18,6 %; 66,5 %.
| Пол     | 1970    | 1970 | 2000    | 2000 | 2011    | 2011 | 01.01.2022 | 01.01.2022 |
| Пол     | чел.    | %    | чел.    | %    | чел.    | %    | чел.       | %          |
| ------- | ------- | ---- | ------- | ---- | ------- | ---- | ---------- | ---------- |
| Всего   | 362 706 | 100  | 400 378 | 100  | 393 222 | 100  | 445 002    | 100        |
| мужчины | 165 119 | 45,5 | 180 295 | 45,0 | 176 960 | 45,0 | 203 039    | 45,6       |
| женщины | 197 587 | 54,5 | 220 083 | 55,0 | 216 262 | 55,0 | 241 963    | 54,4       |

На 1 января 2004 года дети в возрасте до 14 лет включительно составляли 13,4 % населения Таллина, при этом лица мужского пола этого возраста составляли 15,6 % от общего числа мужчин, лица женского пола — 11,7 % от общего числа женщин. На 1 января 2022 года соответственно: 15,3 %; 17,0 %; 13,9 %.
За период с 2004 по 2022 год доля лиц в возрасте от 15 до 64 лет (включительно) в общей численности населения Таллина имела постоянную тенденцию к снижению, а доля лиц в возрасте 65 лет и старше — постоянную тенденцию к увеличению. В 2024 году по сравнению с 2023 годом число жителей города в возрасте от 15 до 64 лет (включительно) выросло на 4325 человек или на 0,4 %.

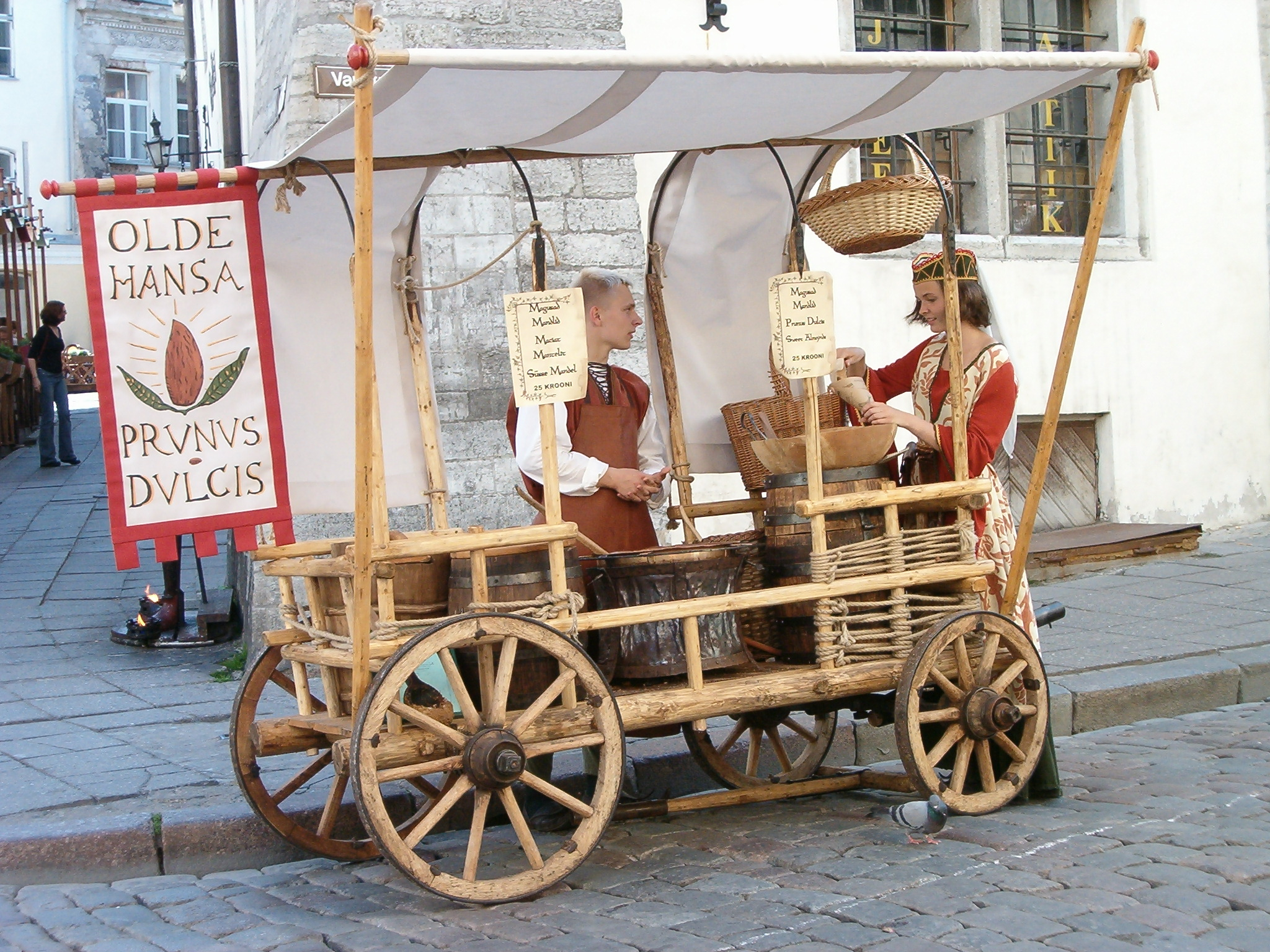
Продавцы пряного миндаля в Старом городе

| Возраст            | 01.01.2004 | 01.01.2004 | 01.01.2007 | 01.01.2007 | 01.01.2010 | 01.01.2010 | 01.01.2013 | 01.01.2013 | 01.01.2017 | 01.01.2017 | 01.01.2020 | 01.01.2020 | 01.01.2022 | 01.01.2022 |
| Возраст            | чел.       | %          | чел.       | %          | чел.       | %          | чел.       | %          | чел.       | %          | чел.       | %          | чел.       | %          |
| ------------------ | ---------- | ---------- | ---------- | ---------- | ---------- | ---------- | ---------- | ---------- | ---------- | ---------- | ---------- | ---------- | ---------- | ---------- |
| Таллин, всего      | 392 306    | 100        | 399 096    | 100        | 406 703    | 100        | 419 830    | 100        | 443 623    | 100        | 443 926    | 100        | 445 002    | 100        |
| возраст 15-64 года | 275 535    | 70,2       | 275 121    | 68,9       | 277 410    | 68,2       | 282 080    | 67,2       | 296 336    | 66,8       | 292 483    | 65,9       | 293 450    | 65,9       |

| Возраст                 | 01.01.2004 | 01.01.2004 | 01.01.2007 | 01.01.2007 | 01.01.2010 | 01.01.2010 | 01.01.2013 | 01.01.2013 | 01.01.2017 | 01.01.2017 | 01.01.2020 | 01.01.2020 | 01.01.2022 | 01.01.2022 |
| Возраст                 | чел.       | %          | чел.       | %          | чел.       | %          | чел.       | %          | чел.       | %          | чел.       | %          | чел.       | %          |
| ----------------------- | ---------- | ---------- | ---------- | ---------- | ---------- | ---------- | ---------- | ---------- | ---------- | ---------- | ---------- | ---------- | ---------- | ---------- |
| Таллин, всего           | 392 306    | 100        | 399 096    | 100        | 406 703    | 100        | 419 830    | 100        | 443 623    | 100        | 443 926    | 100        | 445 002    | 100        |
| возраст 65 лет и старше | 64 150     | 16,4       | 68 870     | 17,3       | 69213      | 17,0       | 72 646     | 17,3       | 78 536     | 17,7       | 81 797     | 18,4       | 83 381     | 18,7       |

## Национальный состав
Национальный состав города несколько раз претерпевал существенные изменения. В 1230 году Орден меченосцев, занявший Таллин (Линданисе) в 1227 году, пригласил из Готланда 200 немецких купцов, которые поселились у подножия Тоомпеа. Слобода у подножия Тоомпеа (в Нижнем городе), в которой раньше располагались скандинавские и русские товарные дворы для проезжающих купцов, стала постоянной. С XIII века до 1877 года городом Таллин считался Нижний город. На Тоомпеа власть ратуши не распространялась, и Любекское право там не действовало.
Во времена шведского правления наряду с немецкими и шведскими церковными приходами в городе появился финско-шведский приход. После завоевания Эстляндии армией Петра I и формирования Ревельской губернии население города стало пополняться выходцами из России. Численность неэстонского населения резко выросла после Второй мировой войны за счёт внешней миграции.
В течение XX века в населении города в основном преобладали эстонцы. В начале XXI века их численность и доля в городе стали расти за счёт внутренней миграции и более высокого естественного прироста.

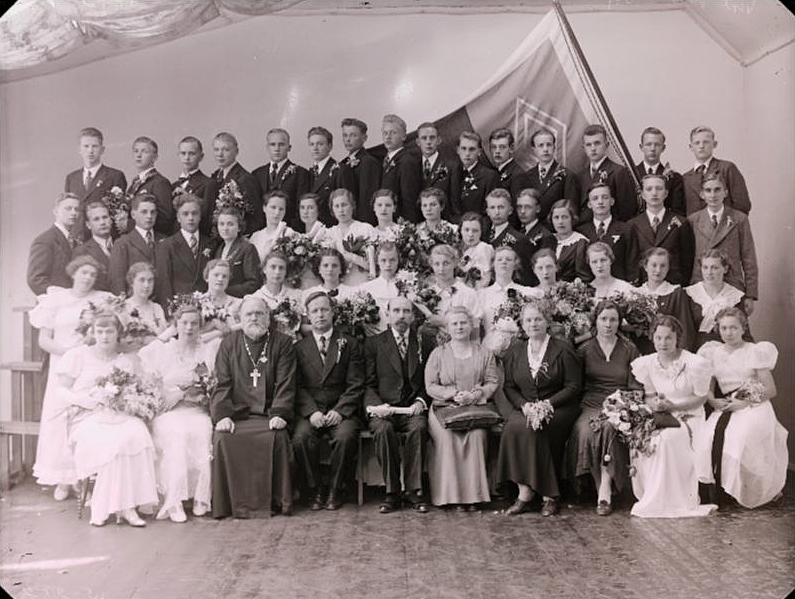
Группа выпускников и преподавателей Таллинской Русской гимназии, 1937 год

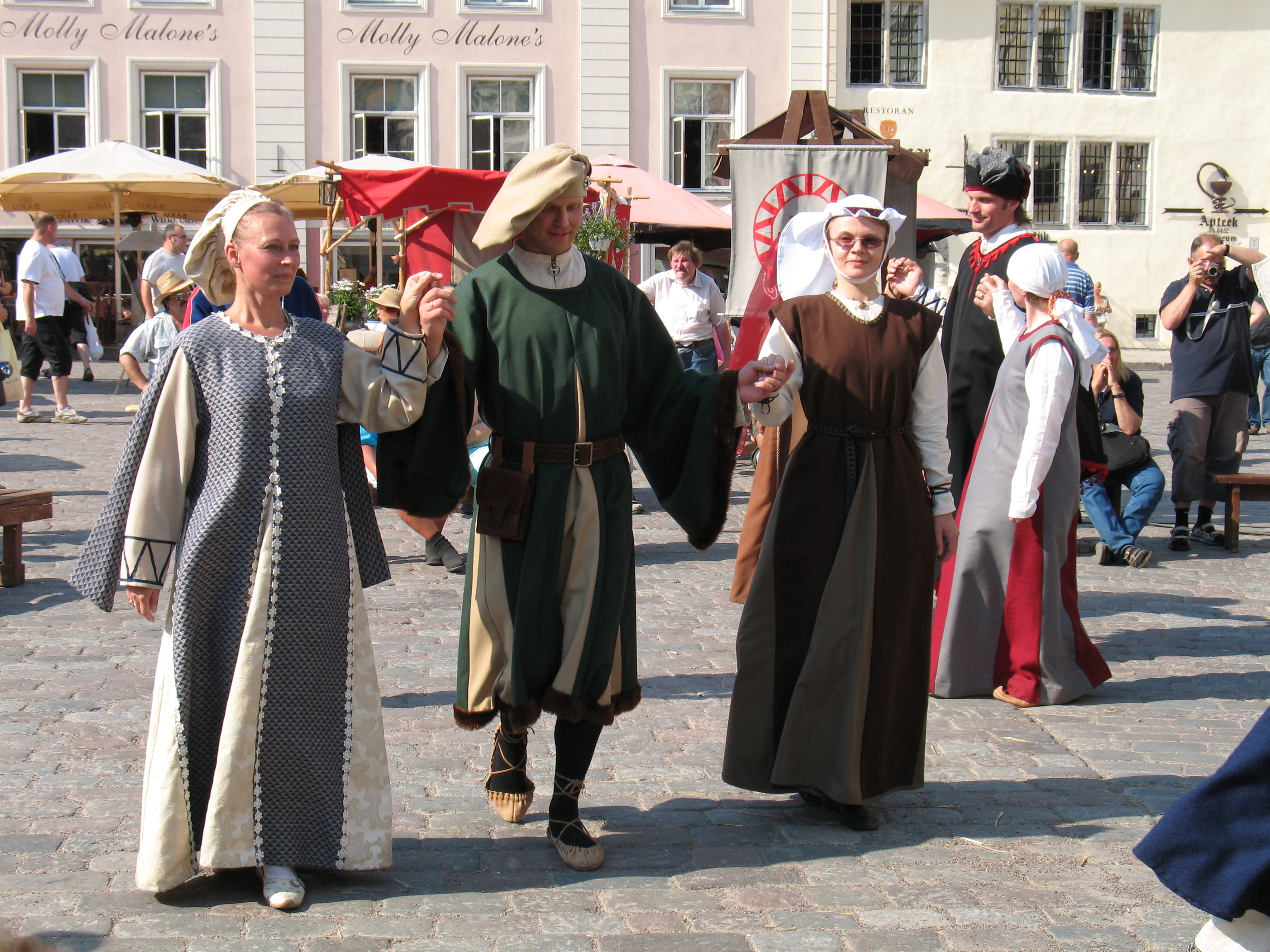
Дни Старого города-2006

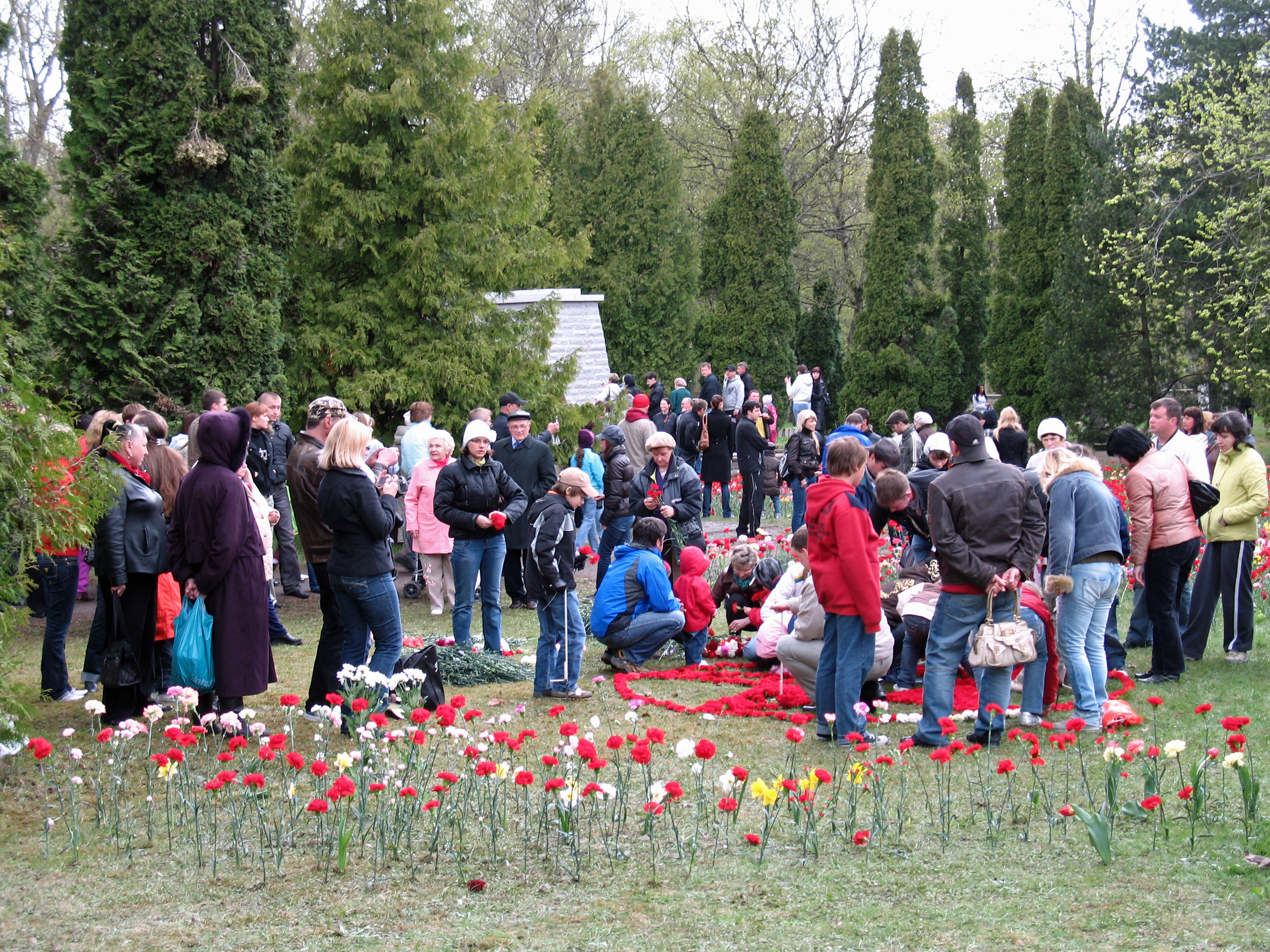
9 мая 2009 года. У «Бронзового солдата»

Национальный состав населения Таллина в 1820—1934 гг.
| Национальности | 1820   | 1820 | 1871   | 1871 | 1881   | 1881 | 1897   | 1897 | 1913    | 1913 | 1917   | 1917 | 1918    | 1918 | 1922    | 1922 | 1934    | 1934 |
| Национальности | чел.   | %    | чел.   | %    | чел.   | %    | чел.   | %    | чел.    | %    | чел.   | %    | чел.    | %    | чел.    | %    | чел.    | %    |
| -------------- | ------ | ---- | ------ | ---- | ------ | ---- | ------ | ---- | ------- | ---- | ------ | ---- | ------- | ---- | ------- | ---- | ------- | ---- |
| Всего          | 12 902 | 100  | 29 162 | 100  | 45 880 | 100  | 58 810 | 100  | 116 132 | 100  | 156350 | 100  | 105 789 | 100  | 122 419 | 100  | 137 792 | 100  |
| эстонцы        | 4486   | 34,8 | 15 097 | 51,8 | 26 324 | 57,4 | 40 406 | 68,7 | 83 133  | 71,6 | 90 000 | 57,7 | 86 035  | 81,3 | 102 568 | 83,8 | 117 918 | 85,6 |
| русские        | 2304   | 17,9 | 3300   | 11,3 | 5111   | 11,1 | 6008   | 10,2 | 13 275  | 11,4 | 40 000 | 25,6 | 5188    | 4,9  | 7513    | 6,2  | 7888    | 5,7  |
| немцы          | 5540   | 42,9 | 10 020 | 34,4 | 12 737 | 27,8 | 10 297 | 17,5 | 12 424  | 10,7 | 13 000 | 8,3  | 7691    | 7,3  | 6904    | 5,6  | 6575    | 4,8  |
| прочие         | 572    | 4,4  | 745    | 2,5  | 1708   | 3,7  | 2099   | 3,6  | 7600    | 6,5  | 13 350 | 8,4  | 6875    | 6,3  | 5434    | 4,4  | 5411    | 3,9  |

Национальный состав населения Таллина в 1959—2000 гг.
| Национальности | 1959    | 1959 | 1970    | 1970 | 1979    | 1979 | 1989    | 1989 | 2000    | 2000 |
| Национальности | чел.    | %    | чел.    | %    | чел.    | %    | чел.    | %    | чел.    | %    |
| -------------- | ------- | ---- | ------- | ---- | ------- | ---- | ------- | ---- | ------- | ---- |
| эстонцы        | 281 714 | 60,2 | 201 908 | 55,7 | 222 218 | 51,9 | 227 245 | 47,4 | 215 114 | 53,7 |
| русские        | 90594   | 32,2 | 127 103 | 35,0 | 162 714 | 38,0 | 197 187 | 41,2 | 146 208 | 36,5 |
| украинцы       | 7277    | 2,6  | 13 309  | 3,7  | 17 507  | 4,1  | 22 856  | 4,8  | 14 699  | 3,7  |
| белорусы       | 3683    | 1,3  | 7158    | 2,0  | 10 261  | 2,4  | 12 515  | 2,6  | 7938    | 2,0  |
| финны          | 1650    | 0,6  | 2852    | 0,8  | 2996    | 0,7  | 3271    | 0,7  | 2436    | 0,6  |
| евреи          | 3714    | 1,3  | 3750    | 1,0  | 3737    | 0,9  | 3620    | 0,8  | 1598    | 0,4  |
| прочие         | 5099    | 0,5  | 6626    | 1,8  | 9104    | 2,1  | 12 280  | 2,6  | 12 385  | 3,1  |

| Национальности | 2004 год | 2004 год | 2010 год | 2010 год | 2016 год | 2016 год | 2021 год | 2021 год | 2022 год | 2022 год |
| Национальности | чел.     | %        | чел.     | %        | чел.     | %        | чел.     | %        | чел.     | %        |
| -------------- | -------- | -------- | -------- | -------- | -------- | -------- | -------- | -------- | -------- | -------- |
| Всего          | 392306   | 100      | 406 708  | 100      | 439 517  | 100      | 445 678  | 100      | 445 002  | 100      |
| эстонцы        | 204 314  | 52,1     | 212 345  | 52,2     | 234 033  | 53,3     | 234 762  | 52,7     | 235 419  | 52,9     |
| русские        | 150 857  | 38,5     | 156 983  | 38,6     | 166 682  | 37,9     | 160 206  | 35,9     | 155 913  | 35,0     |
| украинцы       | 15 865   | 4,0      | 15 288   | 3,8      | 15 037   | 3,4      | 16 880   | 3,8      | 16 876   | 3,8      |
| белорусы       | 8841     | 2,2      | 8324     | 2,1      | 7706     | 1,8      | 6998     | 1,6      | 6985     | 1,6      |
| финны          | ..       | ..       | 2537     | 0,6      | 2669     | 0,6      | 3700     | 0,8      | 3848     | 0,8      |
| евреи          | ..       | ..       | 1568     | 0,4      | 175      | 0,3      | 1353     | 0,3      | 1362     | 0,3      |
| татары         | ..       | ..       | 1330     | 0,3      | 1304     | 0,3      | 1230     | 0,3      | 1197     | 0,3      |
| латыши         | ..       | ..       | ..       | ..       | ..       | ..       | 1425     | 0,3      | 1585     | 0,4      |
| литовцы        | ..       | ..       | ..       | ..       | ..       | ..       | 1148     | 0,3      | 1156     | 0,3      |
| прочие         | 12 429   | 3,2      | 8333     | 2,0      | 10 611   | 2,4      | 17 976   | 4,0      | 20 661   | 4,6      |

В разрезе районов города наибольшая доля эстонцев из года в год сохраняется в Нымме и Пирита.
В 1997 году Эстония присоединилась к Конвенции о статусе беженцев. Миграционная политика Эстонии всегда была консервативной, и к 2021 году страна приняла немногим более 500 беженцев. По данным переписи населения в исламской общине Таллина самыми многочисленными национальными группами являются татары и азербайджанцы. По состоянию на 1 января 2021 года в Таллине проживали 1152 татарина, 876 азербайджанцев, 465 турок, 346 пакистанцев, 209 арабов, 28 курдов и 1 сириец.
С конца февраля 2022 года по 6 февраля 2023 года Эстония приняла 67 011 украинских военных беженцев, из них в стране зарегистрировались 31 184 человека, из которых 14 807 человек оформили прописку в Таллине. Доля украинских беженцев в общей численности населения Таллина составила 3,2 %.

## Языковой состав
Состав населения по родному языку по данным 
Регистра народонаселения на 1 января года
| Родной язык     | 2022 год | 2022 год | 2024 год | 2024 год |
| --------------- | -------- | -------- | -------- | -------- |
| Родной язык     | чел.     | %        | чел.     | %        |
| Таллин, всего   | 445 002  | 100,0    | 461 671  | 100,0    |
| эстонский       | 218 807  | 49,2     | 216 526  | 46,9     |
| русский         | 195 008  | 43,8     | 193 387  | 41,9     |
| украинский      | 7188     | 1,6      | 22 810   | 4,9      |
| английский      | 2550     | 0,6      | 3298     | 0,7      |
| финский         | 2700     | 0,6      | 2740     | 0,6      |
| испанский       | 1120     | 0,3      | 1473     | 0,3      |
| белорусский     | 1410     | 0,3      | 1379     | 0,3      |
| немецкий        | 1244     | 0,3      | 1370     | 0,3      |
| французский     | 1197     | 0,3      | 1352     | 0,3      |
| латышский       | 926      | 0,2      | 1052     | 0,2      |
| итальянский     | 863      | 0,2      | 1021     | 0,2      |
| азербайджанский | 751      | 0,2      | 972      | 0,2      |
| литовский       | 650      | 0,1      | 670      | 0,1      |
| армянский       | 628      | 0,1      | 667      | 0,1      |
| татарский       | 615      | 0,1      | 353      | 0,1      |
| другие          | 9345     | 2,1      | 12 301   | 2,7      |

| Язык        | Число владеющих | Число владеющих | Число владеющих | Число владеющих                           |
| Язык        | как родным      | как вторым      | всего           | в % к общей численности населения Таллина |
| ----------- | --------------- | --------------- | --------------- | ----------------------------------------- |
| эстонский   | 209 957         | 87 093          | 297 050         | 74,2                                      |
| русский     | 173 119         | 160 463         | 333 582         | 83,3                                      |
| финский     | 1 002           | 73 796          | 74 798          | 18,9                                      |
| английский  | —               | 139 180         | 139 180         | 34,8                                      |
| немецкий    | —               | 43 005          | 43 005          | 10,7                                      |
| французский | —               | 5844            | 5844            | 1,5                                       |

| Всего*                                            | в % к общему числу жителей города* | в % к числу жителей города, владеющих иностранными языками |      |
| Владеют иностранным языком / иностранными языками | 341 400                            | 78,0                                                       | –    |
| Эстонский                                         | 126 030                            | 28,8                                                       | 36,9 |
| Русский                                           | 140 950                            | 32,2                                                       | 41,3 |
| Английский                                        | 233 040                            | 53,2                                                       | 68,3 |
| Финский                                           | 54 680                             | 12,5                                                       | 16,0 |
| Немецкий                                          | 30 090                             | 6,9                                                        | 8,8  |
| Французский                                       | 11 100                             | 2,5                                                        | 3,3  |
| Украинский                                        | 8 490                              | 1,9                                                        | 2,5  |
| Шведский                                          | 6 720                              | 1,5                                                        | 2,0  |
| Итальянский                                       | 3 570                              | 0,8                                                        | 1,0  |
| Белорусский                                       | 3 260                              | 0,7                                                        | 1,0  |

* Возраст 3 года и старше.

## Конфессиональный состав
| Вероисповедания                    | 1871   | 1871 | 1881   | 1881 | 1897   | 1897 | 1922    | 1922 | 1934    | 1934 | 2000    | 2000 | 2011    | 2011 | 2021    | 2021 |
| Вероисповедания                    | чел.   | %    | чел.   | %    | чел.   | %    | чел.    | %    | чел.    | %    | чел.    | %    | чел.    | %    | чел.    | %    |
| ---------------------------------- | ------ | ---- | ------ | ---- | ------ | ---- | ------- | ---- | ------- | ---- | ------- | ---- | ------- | ---- | ------- | ---- |
| Всего                              | 29 162 | 100  | 45 880 | 100  | 64 572 | 100  | 122 419 | 100  | 137 792 | 100  | 338 560 | 100  | 336 935 | 100  | 368 380 | 100  |
| лютеране                           | 24 577 | 84,3 | 38 503 | 83,9 | 49 818 | 77,2 | 101 112 | 82,6 | 113 446 | 82,3 | 38 437  | 11,4 | 28 134  | 8,3  | 22 100  | 6,0  |
| православные                       | 3625   | 12,4 | 5040   | 11,0 | 11 798 | 18,3 | 15 378  | 12,6 | 16 447  | 11,9 | 62 055  | 18,3 | 76 390  | 22,7 | 87 250  | 23,7 |
| католики                           | ..     | ..   | ..     | ..   | ..     | ..   | ..      | ..   | ..      | ..   | 2538    | 0,7  | 2098    | 0,6  | 4250    | 1,1  |
| прочие вероисповедания, неверующие | 960    | 3,3  | 2337   | 5,1  | 2956   | 4,6  | 5929    | 4,8  | 7899    | 5,7  | 238 068 | 69,6 | 230 313 | 68,4 | 254 780 | 69,2 |

Примечание. Данные за 2000, 2011 и 2021 годы относятся к жителям в возрасте 15 лет и старше.

## Гражданство
| Гражданство                           | чел.    | %     |
| ------------------------------------- | ------- | ----- |
| Таллин, всего                         | 445 002 | 100,0 |
| эстонское                             | 342 424 | 76,9  |
| неграждане, гражданство не определено | 33 318  | 7,5   |
| российское                            | 34 052  | 7,7   |
| украинское                            | 7830    | 1,8   |
| финское                               | 4125    | 0,9   |
| латвийское                            | 2009    | 0,4   |
| белорусское                           | 1739    | 0,4   |
| германское                            | 1430    | 0,3   |
| литовское                             | 1178    | 0,3   |
| итальянское                           | 1327    | 0,3   |
| британское                            | 1230    | 0,3   |
| французское                           | 872     | 0,2   |
| индийское                             | 925     | 0,2   |
| прочие гражданства                    | 12 543  | 2,8   |

По данным статистического агентства Европейского союза Евростат, в Таллине самая высокая из столиц стран-членов ЕС доля жителей-неграждан страны проживания — 27,8 %. Причиной этого стала политика Эстонии в области гражданства после провозглашения независимости в 1991 году, согласно которой гражданство автоматически было предоставлено только гражданам Эстонской республики с 1920 по 1940 год и их потомкам.

## Демография
Демографические данные за 2010—2021 годы, чел.:
| Год                  | 2010 | 2011 | 2012 | 2013 | 2014 | 2015 | 2016 | 2017 | 2018 | 2019 | 2020 | 2021 |
| -------------------- | ---- | ---- | ---- | ---- | ---- | ---- | ---- | ---- | ---- | ---- | ---- | ---- |
| Число живорожденных  | 5170 | 4986 | 4787 | 4651 | 4936 | 5118 | 5126 | 5050 | 4908 | 4701 | 4427 | 4377 |
| Число умерших        | 4233 | 4225 | 4187 | 4036 | 4216 | 4364 | 4316 | 4421 | 4474 | 4278 | 4546 | 5340 |
| Естественный прирост | 937  | 761  | 600  | 615  | 720  | 754  | 810  | 629  | 434  | 423  | –119 | –963 |

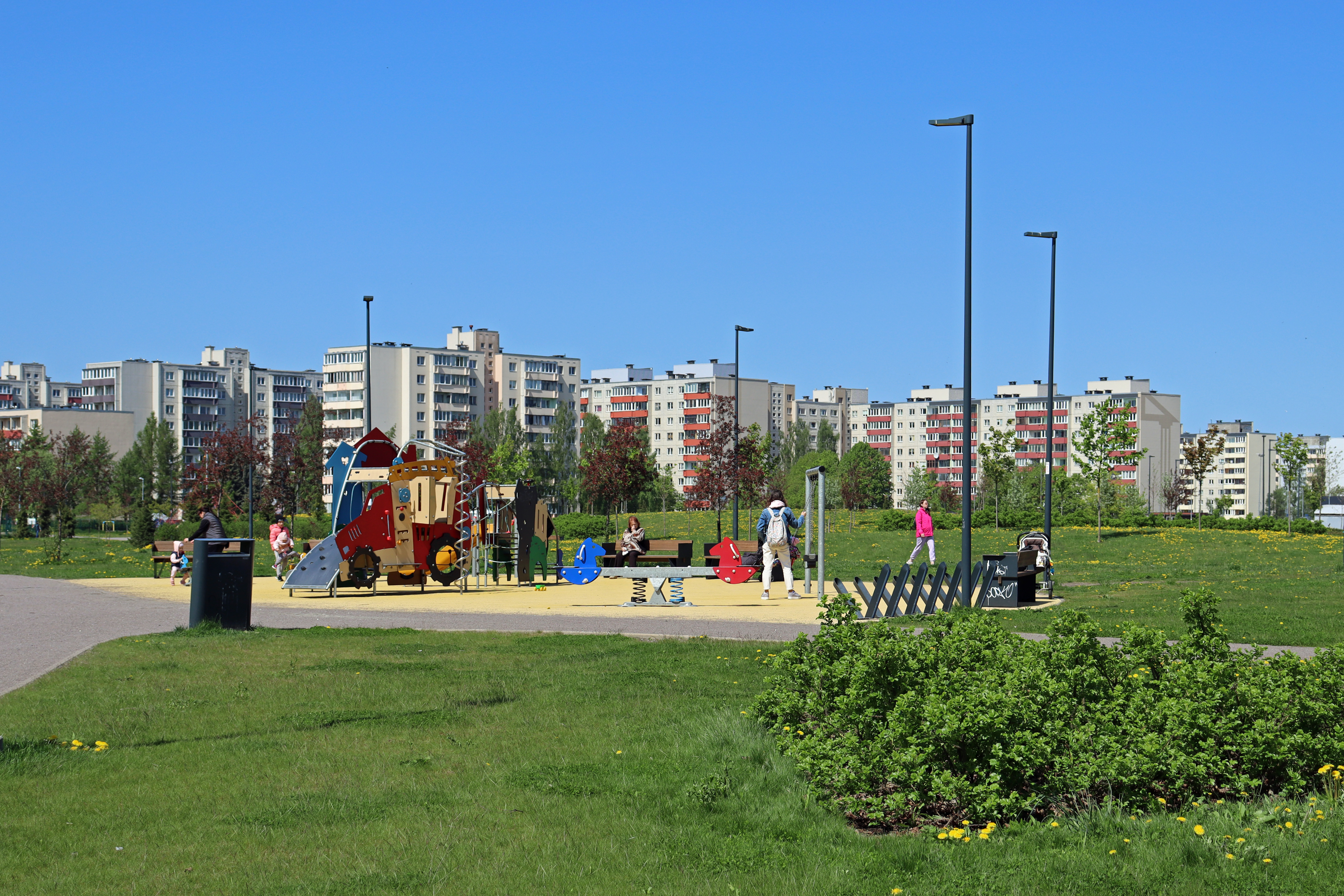
Детская площадка в парке Тондилоо, микрорайон Прийсле
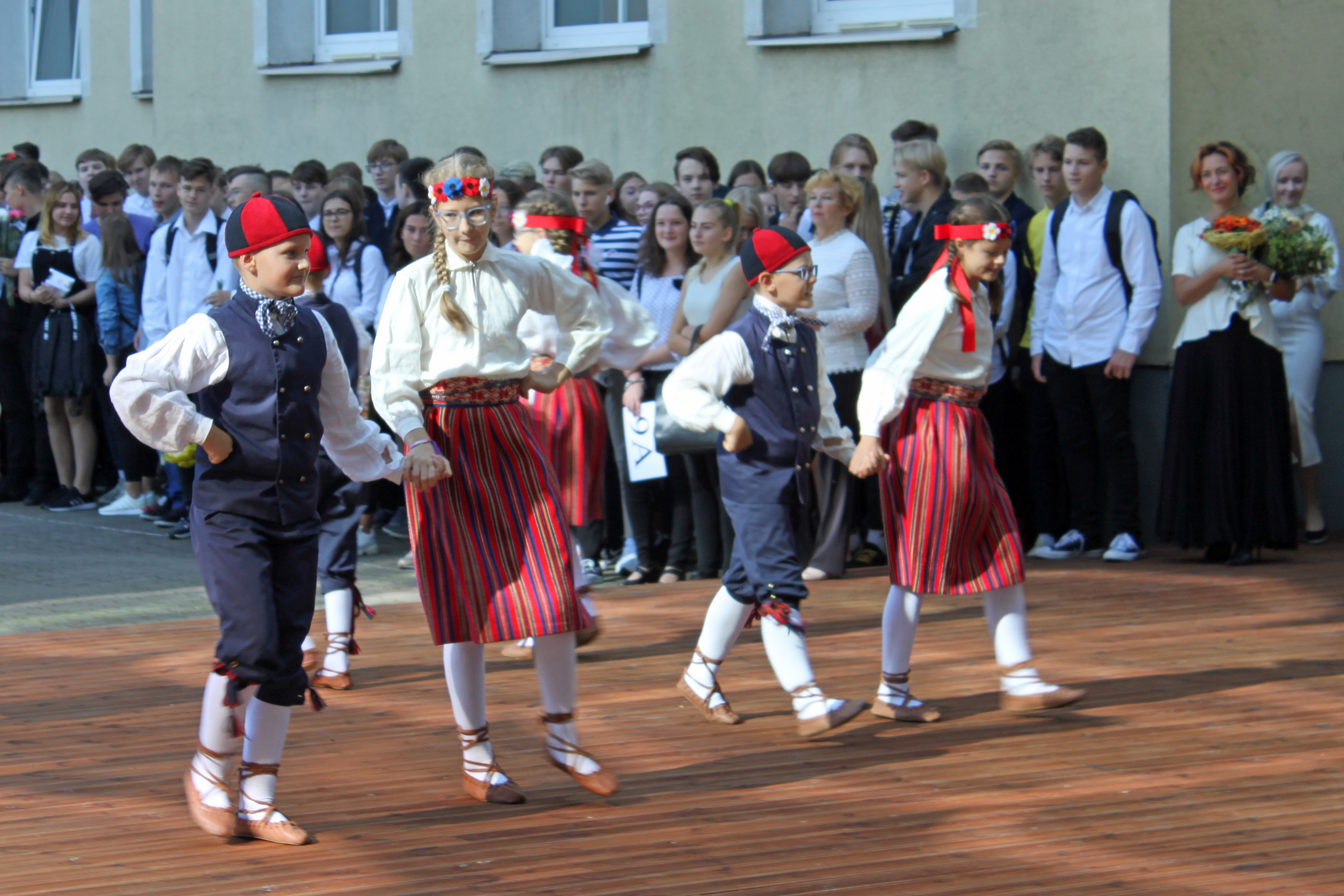
День знаний в Таллинской Паэской гимназии

### Комментарии
1. ↑  Данные Департамента статистики отличаются от данных Регистра народонаселения в связи с различиями в методиках расчёта.
2. ↑  Административные границы Таллина в 1970 году: Таллин и посёлок Маарду.
3. ↑  Административные границы Таллина: 1959 год —Таллин; 1970 год — Таллин и посёлок Маарду; 1979 и 1989 годы — Таллин, посёлок Маарду и посёлок Сауэ.
4. ↑  Эстонские топонимы, оканчивающиеся на -а, в русском языке не склоняются[33], а род получают по родовому слову, например, деревне присваивается женский род, хотя в эстонском языке нет категории рода.